# Res Publica Verlag
Die Res Publica Verlags GmbH ist ein inhabergeführter, politisch und wirtschaftlich unabhängiger Verlag mit Sitz in Berlin. Hier erscheinen die beiden Monatsmagazine Cicero und Monopol. Im Bereich Corporate Publishing veröffentlicht der Verlag Sonderpublikationen in den Bereichen Kunst, Kultur und Tourismus sowie Wirtschaft, Politik und Gesellschaft.

## Geschichte des Verlags
Die Res Publica Verlags GmbH wurde im Mai 2016 in Berlin gegründet. Die Chefredakteure der Zeitschrift Cicero, Christoph Schwennicke und Alexander Marguier, übernahmen vom Schweizer Ringier Verlag im Rahmen eines Management-Buy-Outs die beiden Magazine Cicero – Magazin für politische Kultur und Monopol – Magazin für Kunst und Leben.
Anfang Januar 2021 wurde bekannt, dass Christoph Schwennicke das Magazin Cicero zum 1. Februar verlässt und auch seine Anteile am Res Publica Verlag an den Unternehmer Dirk Notheis verkauft hat.